# Koszmosz–329
A Koszmosz–329 (11F690/11Ф690) (oroszul: Космос 329) Koszmosz műhold, a szovjet első generációs műszeres műhold-sorozat tagja. Első generációs Zenyit–2 (oroszul: Зенит-2) fotó-felderítő műhold.

## Küldetés
1962–1970 között, a kialakított pályasíkja mentén elsősorban fotófelderítést végzett. Fényképeit a katonai meteorológiai előrejelzéseknél is alkalmazták.

## Jellemzői
Tervezte és építette az OKB–1. Üzemeltetője a Honvédelmi Minisztérium (Министерство обороны – MO).
Megnevezései: Koszmosz–329; Космос 329; COSPAR: 1970-023A. Kódszáma: 4357.
1970. április 3-án Pleszeck űrrepülőtérről, az LC–43 (LC–Launch Complex) jelű indítóállványról egy Voszhod (11A57) hordozórakéta segítségével indították alacsony Föld körüli pályára (LEO = Low-Earth Orbit). Az orbitális egység pályája 88,6 perces, 81,3 fokos hajlásszögű, elliptikus pálya perigeuma 195 kilométer, apogeuma 220 kilométer volt.
A Zenyit–2 ember szállítására kifejlesztett űreszköz. Hasznos terében helyezték el a javított, nagyobb felbontású optikai felderítő kamerákat és az üzemeltetéshez szükséges telemetriai eszközöket. Pályasíkjának megfelelően adatokat gyűjtött az Északi-sark jéghelyzetéről, adatokat szolgáltatva az északi tenger hajózhatóságáról. Hasznos tömege 5700 kilogramm. Az űreszközhöz kiegészítő áramforrásként napelemet rögzítettek, éjszakai (földárnyék) energiaellátását kémiai akkumulátorok biztosították. Szolgálati élettartama maximum 12 nap.
1970. április 15-én, 12 nap (0,03 év) után földi parancsra a fotókapszula belépett a légkörbe és hagyományos – ejtőernyős leereszkedés – módon (elfogó repülőgép segítségével) visszatért a Földre.